# Purmer
Le Purmer est un polder néerlandais, situé dans la province de la Hollande-Septentrionale.

## Géographie
Le polder du Purmer est situé entre Purmerend et Volendam, à une quinzaine de kilomètres au nord d'Amsterdam. Le polder a une superficie de 26,8 km².
D'origine agricole, de nos jours le polder est relativement urbanisé, plus que les grands polders voisins de Beemster et Schermer. La ville de Purmerend, située à l'ouest du polder, s'est agrandie vers l'est, et a construit deux quartiers récents (Purmer-Nord et Purmer-Sud) dans le polder.
Contrairement aux polders Beemster et Schermer, le polder du Purmer ne se situe pas dans une seule commune. La plus grande partie du polder appartient à la commune de Purmerend ; le reste est partagé entre les communes d'Edam-Volendam et de Waterland. Au centre du Purmer se trouve le village de Purmerbuurt, qui appartient à la commune de Purmerend.
Le Purmer est relié à l'IJsselmeer par le Purmer Ee et au Beemster par la Where. Autour du Purmer on a creusé un canal circulaire pour l'évacuation des eaux, le Purmerringvaart, dont la partie occidentale entre Ilpendam et Purmerend est intégré dans le Canal de la Hollande-Septentrionale.

## Histoire
À l'origine, le lac de Purmer (ou I'urmer sur certaines cartes) était un grand lac de la Hollande-Méridionale. On pouvait même le considérer comme une mer intérieure, puisque les marées s'y faisaient sentir et que l'eau était salée. Le Purmer était relié avec la Zuiderzee et avec le lac du Beemster. À cause du fait que le lac du Purmer était en étroite connexion avec la mer, les vagues et les courants avaient tendance à agrandir le lac, au détriment des terres environnantes. On a décidé l'assèchement afin d'arrêter cet envahissement de l'eau, ainsi que pour créer des terres agricoles.
En 1618 on a commencé l'assèchement du lac ; en 1622, l'assèchement était achevé. Les travaux furent dirigés par Jan Adriaanszoon Leeghwater.

## Source
- (nl) Cet article est partiellement ou en totalité issu de l’article de Wikipédia en néerlandais intitulé « Purmer » (voir la liste des auteurs).